# Mas Perxers
Mas Perxers o mas Perxés és un edifici del municipi d'Agullana inclòs en l'Inventari del Patrimoni Arquitectònic de Catalunya.

## Descripció
L'edifici és situat a la carretera de la Vajol, a quatre quilòmetres d'Agullana, aproximadament. L'edifici principal es recolza sobre una antiga estructura de voltes de pedra que canalitzen una deu d'aigua que abasteix les cuines i davalla fins als horts. El mas presenta una estructura típica, amb coberta a dues vessants i tres crugies perpendiculars a la façana; a l'interior, una sala central i cambres amb alcoves al voltant.
Cal destacar també la gran eixida, orientada al sud, amb torretes i matacans defensius, fet força freqüent en els grans masos d'aquesta comarca fronterera. Una gran torre quadrada, amb una balconada superior i sense aparent caràcter defensiu, s'aixeca adossada a llevant del mas. Diferents construccions menors aixecades durant aquest segle completen el conjunt d'edificis que conformen el mas.

## Història
En aquest casal, en el moment de la retirada de les forces republicanes l'any 1939, van aplegar-s'hi molts membres de la plana major de la Generalitat i nombrosos intel·lectuals de la Institució de les Lletres Catalanes. També fou utilitzat com a dipòsit de part del patrimoni artístic català. Antoni Rovira i Virgili en va relatar l'estada de la seva família a Els darrers dies de la Catalunya republicana.